# Završje Loborsko
Završje Loborsko is een plaats in de gemeente Lobor in de Kroatische provincie Krapina-Zagorje. De plaats telt 346 inwoners (2001).